# Карев, Алексей Еремеевич
Алексей Еремеевич Карев, Карёв (12 [24] марта 1879, с. Шиловка, Саратовская губерния — 5 февраля 1942, Ленинград) — русский живописец-пейзажист и график, педагог, член Ленинградского Союза советских художников, внёсший существенный вклад в формирование ленинградской пейзажной школы.

## Биография
Алексей Еремеевич Карев родился 12 (24) марта 1879 года в деревне Шиловка Сердобского уезда Саратовской губернии. Учился в Саратове в иконописной мастерской (1895), в мастерской художника Ф. М. Корнеева (1896), в Боголюбовском Рисовальном училище у В. В. Коновалова (1897—1898), в Пензенском художественном училище им. Н. Д. Селиверстова у К. А. Савицкого (1898—1901), в Киевской частной художественной школе (1901—1902). Участвовал в выставках с 1907 года. Экспонент выставок общества «Золотое руно» (1908—1909), художественного объединения «Мир искусства» (1917—1924), «Четыре искусства» (1926—1932), Ленинградского Союза советских художников (с 1932). Писал пейзажи (преимущественно ленинградские), натюрморты, портреты, декоративные панно. Участвовал в оформлении массовых революционных праздников в Саратове (1920—1921) и Петрограде (1918).
После Октябрьской революции занимался педагогической работой и реорганизацией художественного образования. В 1918 был назначен комиссаром ПГСХУМ в Петрограде, работал в Отделе Изо Наркомпроса РСФСР (1918—1919). Участвовал в реорганизации Пензенского художественного училища (1919) и Боголюбовского Рисовального училища в Саратове (1920—1921) в Свободные художественные мастерские. Преподавал в Саратовских свободных художественных мастерских (1920—1921), в Центральном училище технического рисования в Петрограде (1921—1922), во ВХУТЕИНе — ЛИЖСА ВАХ (1922—1941), в Ленинградской средней художественной школе (1936—1937).
После начала гитлеровских вторжения и блокады остался в Ленинграде, где и скончался от голода 5 февраля 1942 года; похоронен в братской могиле профессоров Академии художеств на острове Декабристов.
Произведения А. Е. Карева находятся в Русском музее, в музеях и частных собраниях России, Армении, Украины, Италии, Германии.

## Творчество

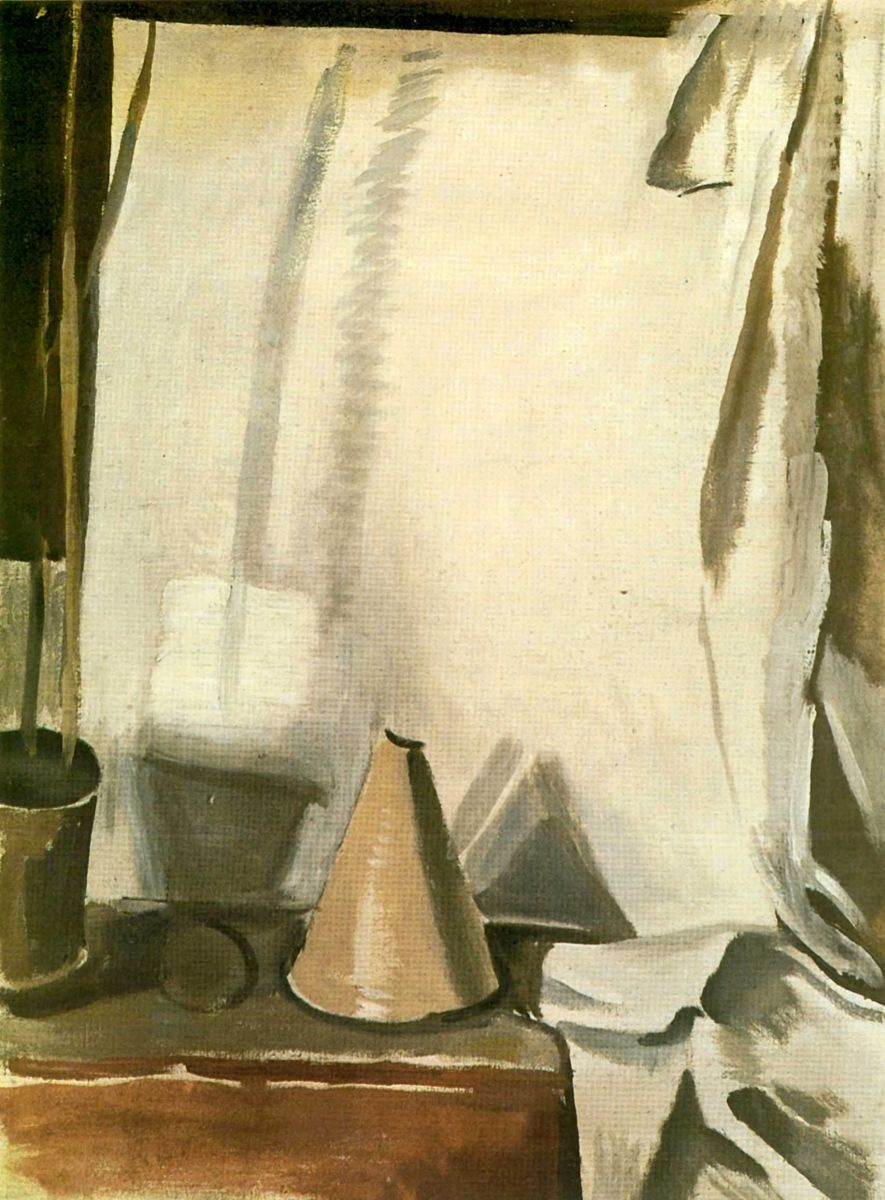
Конус на белом фоне

В ранний период испытал влияние творчества В. Э. Борисова-Мусатова. Был дружен с саратовскими художниками П. С. Уткиным, П. В. Кузнецовым, А. Т. Матвеевым, Б. М. Миловидовым, А. И. Савиновым. Интерес к обобщённому цветовому решению, декоративности композиции прошёл через всё творчество Карева, существенно повлиявшего на развитие школы ленинградского пейзажа в 1930—1950 годы. Живописный язык Карева лаконичен, колорит строится на отношениях двух-трёх цветовых пятен. Автор картин «Купальщицы» (1910), «Натюрморт. Кувшин с цветами и футляр балалайки» (1915), «Цветы в зелёной вазе» (1916), «Девушка в голубом» (1923), «Андреевский рынок», «Вид на город из открытого окна» (1924), «Первомайская демонстрация» (1926), «Натюрморт с цветами на фоне драпировки» (1929), «Нева» (1934) и других. Персональные выставки в 1927 и 1981 годах в Ленинграде.

## Ученики
- Захарьян Рубен Агасьевич (1901—1992)
- Кондратьев Павел Михайлович (1902—1985)
- Котьянц Геворк Вартанович (1909—1996)
- Купцов Василий Васильевич (1899—1935)
- Курдов Валентин Иванович (1905—1989)
- Пакулин Вячеслав Владимирович (1900—1951)
- Почтенный Алексей Петрович (1895—1942)
- Прошкин Анатолий Николаевич (1907—1986)
- Прошкин Виктор Николаевич (1906—1983)